# João Bernardo
João Bernardo es una localidad caboverdiana del municipio de Santa Catarina.

## Geografía
La localidad está situada en la isla de Santiago.

## Organización territorial
La localidad abarca los lugares y barrios de:
- Achadinha
- Achadinha Riba
- Campanada
- Chão de Nona
- Covão Vaz
- Cutelo Mendes
- Cutelo Pau
- Djanbam
- Fontiana
- Lém Moreira
- Lém Pereira
- Lém Semedo
- Mancanha
- Ponta Bizero
- Ponta Mendes
- Riba Cutelo
- Riba Ponta
- Tcham